# Матагальпа
Матага́льпа (ісп. Matagalpa) — місто на північному заході центральної частини Нікарагуа, адміністративний центр департаменту Матагальпа.

## Історія
- Місто засноване в 1554 році.
- У 1850роців околицях міста виявили родовища золота.

## Географія
Розташоване в західній частині департаменту, приблизно за 128 км на північний схід від столиці країни, міста Манагуа.
Через місто протікає річка Ріо-Гранде.

## Населення
За даними на 2013 рік чисельність населення міста становить 98 464 особи .
Динаміка чисельності населення міста по роках:
| 1971   | 1995   | 2000   | 2005   | 2013   |
| ------ | ------ | ------ | ------ | ------ |
| 20 682 | 59 397 | 84 442 | 80 228 | 98 464 |